# Scleria aromatica
Scleria aromatica là loài thực vật có hoa trong họ Cói. Loài này được Core miêu tả khoa học đầu tiên năm 1934.